# René González Schwerert
René González Schwerert, född 13 augusti 1956 i Chicago, Illinois, är en av de omtalade fem kubaner som sitter fängslad i USA, han föddes av kubanska emigranter, som 1961 återvände till Kuba.